# Championnat du Norrland de football 1925
 (signalé en juin 2025).
Si vous disposez d'ouvrages ou d'articles de référence ou si vous connaissez des sites web de qualité traitant du thème abordé ici, merci de compléter l'article en donnant les références utiles à sa vérifiabilité et en les liant à la section « Notes et références ».
- Archive Wikiwix
- Bing
- Cairn
- DuckDuckGo
- E. Universalis
- Gallica
- Google
- G. Books
- G. News
- G. Scholar
- Persée
- Qwant
- (zh) Baidu
- (ru) Yandex
- (wd) trouver des œuvres sur Wikidata

Navigation
Édition suivante
Le Championnat du Norrland 1925 ou Norrländska Mästerskapet 1925 est la 1e édition de ce championnat qui vise à permettre aux meilleurs clubs du Norrland, alors écartés de la toute nouvelle Allsvenska, de s'affronter afin de déterminer le meilleur club des régions septentrionales du pays.

## Tour préliminaire
- 21 juin 1925 : GIF Sundsvall 2 - 3 Strands IF

## Phase finale
|  | Demi-finales             | Demi-finales             |            |   | Finale                    | Finale                    |
|  | Demi-finales             | Demi-finales             |            |   | Finale                    | Finale                    |
|  |                          |                          |            |   |                           |                           |
|  | 21 juin 1925 à Östersund | 21 juin 1925 à Östersund |            |   | 28 juin 1925 à Hudiksvall | 28 juin 1925 à Hudiksvall |
|  | 21 juin 1925 à Östersund | 21 juin 1925 à Östersund |            |   | 28 juin 1925 à Hudiksvall | 28 juin 1925 à Hudiksvall |
|  | IFK Östersund            | 1                        |            |   | 28 juin 1925 à Hudiksvall | 28 juin 1925 à Hudiksvall |
|  | IFK Östersund            | 1                        |            |   | 28 juin 1925 à Hudiksvall | 28 juin 1925 à Hudiksvall |
|  | Strands IF               | 2                        |            |   | 28 juin 1925 à Hudiksvall | 28 juin 1925 à Hudiksvall |
|  | Strands IF               | 2                        | Strands IF | 2 |                           |                           |
|  | 21 juin 1925 à Hörnefors |                          | Strands IF | 2 |                           |                           |
|  |                          | Bodens BK                | 1          |   |                           |                           |
|  | Hörnefors IF             | Bodens BK                | 1          | 1 |                           |                           |
|  | Hörnefors IF             |                          |            | 1 |                           |                           |
|  | Bodens BK                | 7                        |            |   |                           |                           |
|  | Bodens BK                | 7                        |            |   |                           |                           |

| Vainqueur du Norrländska Mästerskapet 1925 |
| ------------------------------------------ |
| Strands IF 1er titre                       |